# Vandopsis gigantea
Vandopsis gigantea là một loài thực vật có hoa trong họ Lan. Loài này được (Lindl.) Pfitzer miêu tả khoa học đầu tiên năm 1889.

## Hình ảnh

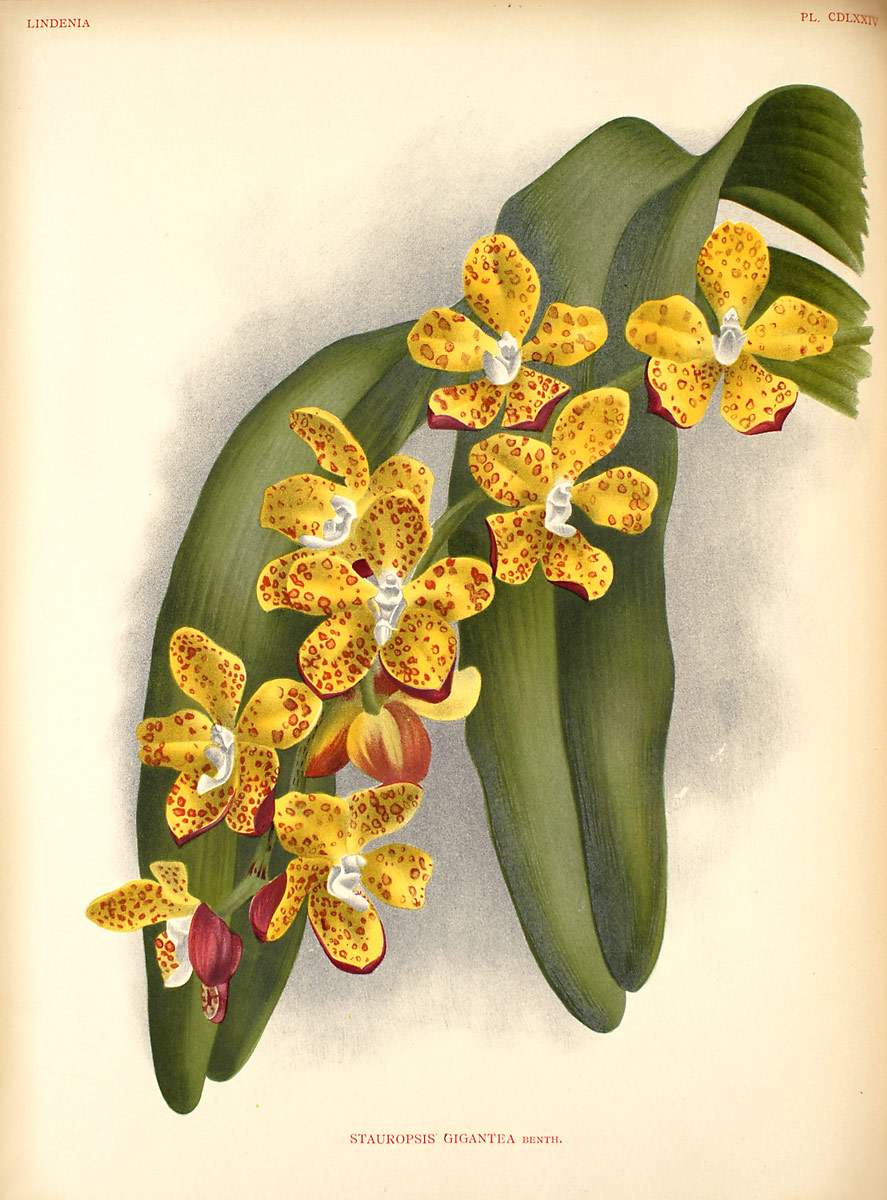